# ملتهمة الهيدروجين الحمئية
ملتهمة الهيدروجين الحمئية (الاسم العلمي: Hydrogenophaga caeni) هي نوع من البكتيريا، سلبية الغرام، تتبع جنس ملتهمة الهيدروجين.